# Massacro di Napalpí
Il massacro di Napalpí (Masacre de Napalpí in castigliana) è avvenuto il 19 luglio 1924 quando, per ordine del governatore del territorio del Chaco Fernando Centeno, un numero imprecisato (tra i 200 ed i 300) di nativi Toba furono massacrati dalla polizia e da coloni bianchi.

## Antecedenti
Quarant'anni prima, l'esercito argentino era stato coinvolto in una campagna militare, chiamata la Conquista del Chaco, per sottomettere le popolazioni indigene, per lo più appartenenti a diversi gruppi etnici guaycuru, insediate nelle inospitali lande del Chaco argentino. La campagna portò alla morte di migliaia di nativi, allo sfollamento di molti altri e alla distruzione sociale e culturale di numerosi gruppi etnici delle attuali province del Chaco e di Formosa.
Le forze argentine stabilirono una linea di fortini per guadagnare terre per i coloni europei. La terra fu usata principalmente dai coloni per coltivare cotone. I nativi furono confinati in riserve o riduzioni dove furono sottoposti ad un regime di sfruttamento che rasentava la schiavitù. Uno di questi insediamenti era Napalpí (cimitero in lingua Toba Qom) il cui nome ufficiale era Colonia Aborigen Chaco. Situata a circa 145 km a nord-ovest del capoluogo provinciale Resistencia, era stata fondata nel 1911 ed stata popolata da famiglie pilagá, abipón, toba, charrúa e mocoví.
Gli abitanti di Napalpí avevano iniziato a produrre cotone, ma nel 1924 le autorità argentine imposero una tassa del 15% del raccolto di cotone che creò grande malcontento tra i nativi li spinse a scioperare per ottenere condizioni salariali migliori. Per richiamare l'attenzione delle autorità sulle loro terribili condizioni di vita, gruppi di indigeni iniziarono a uccidere animali e a danneggiare i raccolti dei coloni europei. Nel giugno 1924, uno sciamano di nome Sorai fu ucciso dalla polizia; più tardi, probabilmente in un atto di vendetta, fu ucciso un colono francese. Dopo questo incidente Fernando Centeno, il governatore del Chaco, preparò una feroce e brutale repressione degli indigeni.

## Il massacro
Alle prime ore della mattina del 19 luglio 1924, un gruppo di centotrenta uomini, per lo più poliziotti locali, polizia, allevatori e coloni bianchi, armati di fucili Winchester e Mauser, attaccarono gli indigeni, donne, bambini e anziani compresi. Quest'ultimi, per difendersi, disponevano solamente di lance. Per annientare il maggior numero possibile di nativi, le forze argentine utilizzarono persino un aereo il cui pilota dapprima, per attirare allo scoperto la gente, aveva lanciato caramelle e poi aveva aperto il fuoco delle mitragliatrici. L'attacco durò in tutto quaranta minuti. Una volta conclusa la sparatoria, i feriti, tra cui donne e bambini, furono finiti a colpi di machete mentre altri ancora furono impiccati. I resti delle vittime furono orrendamente mutilati per ottenere macabri trofei come teste, orecchie e testicoli, o seppelliti in grandi fosse comuni o ancora, bruciati. Nei giorni seguenti le forze poliziesche continuarono a dare la caccia e ad assassinare quanti erano riusciti a sopravvivere al massacro del 19 luglio. Altri sopravvissuti invece vennero deportati in altre riserve mentre altri ancora vennero destinati a lavorare come domestici nelle città argentine.

## Conseguenze
Nonostante l'eco in tutta l'Argentina della mattanza e l'apertura di un'inchiesta parlamentare su iniziativa dei socialisti, il governatore Centeno continuò ad occupare il suo incarico e a coprire le responsabilità dei suoi sottoposti e della polizia. Poco dopo infatti riuscì a far sostituire il giudice incaricato di presiedere la causa su Napalpí. Il procuratore Cello, che aveva richiesto che il procedimento non venisse archiviato, fu trasferito a Paraná, nella provincia di Entre Ríos. Il suo rimpiazzo fece sì che un'ottantina di poliziotti indagati per aver preso parte al massacro venisse prosciolta. 
Nel 2004, i tre popoli indigeni del Chaco hanno avviato un'azione civile per il risarcimento dei danni. nel gennaio 2008 il governo della provincia del Chaco, presieduto da Jorge Capitanich ha offerto pubbliche scuse all'ultima sopravvissuta del massacro.
Nel 2014, novant'anni dopo, lo Stato argentino, attraverso la Procura, ha indagato nuovamente per quattro anni sui possibili crimini contro l'umanità commessi a Napalpí e ha chiesto l'apertura di un juicio per la verdad (senza sentenze penali), dato che tutti gli eventuali colpevoli erano già morti. Nel 2019, l'equipe argentina di antropologia forense, convocata dalla giustizia, ha trovato resti umani a Napalpí.
Il 14 settembre 2020, il tribunale federale d'appello di Resistencia ha riconosciuto colpevole lo stato argentino per il massacro di Napalpí e lo ha condannato a pagare $375.930.000. Gli esperti giudiziari hanno determinato l'esistenza di quattro tombe comuni.
Nel settembre 2021, novantasette anni dopo i fatti, il giudice federale di Resistencia Zunilda Niremperger ha autorizzato il juicio por la verdad. L'apertura del processo è stata fissata al 19 aprile 2022.